# تلمبة شيرزاد (صوغان)
تلمبة شیرزاد (بالفارسية: تلمبه شیرزاد) هي منطقة سكنية تقع في إيران في قسم صوغان الريفي. يقدر عدد سكانها بـ 160 نسمة .